# Коваленко, Надежда Константиновна
Надежда Константиновна Коваленко ( 19 декабря 1937, Минск ) — советский и украинский учёный в области микробиологии. Доктор биологических наук (1991), профессор (1999), член-корреспондент НАНУ (2000). Заслуженный деятель науки и техники Украины (2008). Лауреат Государственной премии Украины в области науки и техники (1989, 1997), Премии имени И. Мечникова НАНУ (2006).

## Биография
В 1961 окончила Минский медицинский институт. С момента окончания работала в Белорусском научно-исследовательском санитарно-гигиеническом институте (Минск). С 1966 — в Институте микробиологии и вирусологии НАНУ (Киев): ведущий научный сотрудник (с 1986).

Обосновала принципы регуляции жизнедеятельности молочнокислых бактерий и экологические подходы в систематике, микробиологические аспекты феномена долголетия. Предложила критерии отбора штаммов с высокой биологической активностью, создала серию новых промышленных штаммов молочнокислых бактерий, на основе которых разработаны лекарственные препараты («Лактосан», «Лактин», «Литосил» и др.) и продукты для функционального питания («Геролакт», «Лактогеровит»).

## Научные работы
- «Молочнокислые бактерии в природе и народном хозяйстве» // «Прикладная биохимия и микробиология». 1982. Т. 18, № 6;
- «Использование селекционированных штаммов молочнокислых бактерий для получения лечебно-профилактических продуктов» // Тр. ВНИИ антибиотиков. Москва, 1990. Вып. 19;
- «Консерванти і поживність кормів». К., 1992;
- «Мікрофлора: дійовий засіб оздоровлення людини» // «Природа лікує». 1997. № 2;
- «Скрининг штаммов молочнокислых бактерий, обладающих гипохолестеринемической активностью и их пробиотическое использование» // МКЖ. 2006. Т. 68, № 2 (в соавторстве);
- «Ідентифікація і таксономія ентерококів» // МКЖ. 2010. Т. 5, № 5 (в соавторстве).